# Edith Weiss
Edith Weiss (ur. 1899, zm. 1967) – węgierska pielęgniarka zaangażowana w pomoc Polakom podczas II wojny światowej.

## Życiorys
Edith Weiss pochodziła z rodziny węgierskich Żydów. Jej ojciec Manfréd Weiss prowadził fabrykę. Otrzymał od cesarza Franciszka Józefa tytuł barona za zapewnianie dostaw dla armii Austro-Węgier.
Edith Weiss od młodości była zaangażowana społecznie. Po wybuchu II wojny światowej została członkinią Węgiersko-Polskiego Komitetu Opieki nad Uchodźcami i skierowała swoją pomoc do szukających schronienia na Węgrzech Polaków. Weiss odpowiadała za kierowanie do pracy do państw uznawanych wówczas za bezpieczne lub wolne od wpływu III Rzeszy, np. Francji czy nawet Iraku. Między innymi z własnej inicjatywy rozsyłała internowanym arkusze werbunkowe. Jednak po interwencji władz wojskowych musiała zaprzestać procesu rekrutacji. Mimo to dalej wykorzystywała swoją uprzywilejowaną pozycję do zabiegania o polepszenie sytuacji polskich uchodźców.
Weiss działała z ramienia wielu żydowskich organizacji na Węgrzech i współpracowała z przedstawicielami Międzynarodowego Komitetu Czerwonego Krzyża. Interweniowała w sprawie polskich Żydów na Węgrzech, chroniąc ich przed deportacją i zabiegając o polepszenie ich warunków życiowych.
Po zajęciu Węgier przez Niemców w marcu 1944 roku, Edith Weiss i jej rodzinie groziła wywózka do Auschwitz. Dzięki okupowi, na który składał się cały ich rodzinny majątek, w maju 1944 roku Weissom udało się wyjechać do neutralnej Portugalii, a stamtąd po wojnie do Stanów Zjednoczonych.
W uznaniu zasług za pomoc Polakom, w 2021 roku została wyróżniona Medalem Virtus et Fraternitas. Uroczyste wręczenie odznaczenia odbyło się w 2022 roku. Spośród działaczy Komitetu wyróżniono wówczas także Józsefné Margit Károlyi oraz Erzsébet Szapáry i Antala Szapáry'ego.